# Masaryk (planetka)
(1841) Masaryk je asteroid vnějšího hlavního pásu asteroidů, který objevil Luboš Kohoutek 26. října 1971 na Hamburské observatoři ve čtvrti Bergedorf. Planetka s předběžným označením 1971 UO1 byla pojmenovaná po prvním československém prezidentovi T.G.Masarykovi. Asteroid je řazen do skupiny označované jako 9106 MB-outer, pohybující se na vnější straně hlavního pásu, s asteroidy spektrálního typu C s nízkým albedem (0,057).

## Oběžná dráha a fyzické vlastnosti
(1841) Masaryk je křemičitanový asteroid řazený k typu C, k typu P, či k smíšenému typu CX, který se vyznačuje velmi nízkým albedem (0,0398 až 0,0567).  Slunce oběhne  ve vzdálenosti od 3,0186 do 3,790 au jednou za 2 294,3 dní (více než 6,2 let). Jeho oběžná dráha má excentricitu přibližně 0,1133 a inklinaci 2,61337° vůči ekliptice a za den se na ní průměrně posune o 0,1569°. Není to malý asteroid, jeho rovníkový průměr se pohybuje mezi 38,64 až 46,07 km, rotační perioda asteroidu trvá přibližně 7,53 hodiny.
Nejblíže ke Slunci byl naposledy 26. listopadu 2024, nejdále od Slunce bude 17. ledna 2028. V období od března 2025 do roku 2050 se k Zemi nejvíce přiblíží 13. března 2031 (2,03 au), nejvzdálenější bude 19. března 2028 (4,78 au).

## Pozorování asteroidu
Luboš Kohoutek nebyl prvním astronomem, který zaznamenal existenci asteroidu Masaryk. Vůbec poprvé byl pozorovaný z Belgické královské observatoře v Uccle 21. března 1936. Další pozorování proběhla v únoru 1955 a v listopadu a prosinci 1959 z observatoře Goethe-Link u Brooklynu v Indianě. V březnu a dubnu roku 1968 byl pozorovaný z Krymské observatoře, z níž byl zaznamenaný ještě v srpnu roku 1970 a 12. října 1971. Z toho důvodu byl asteroid alternativně označovaný jako 1936 FW, 1955 DE, 1959 VJ, 1968 FG a 1970 QN a 1971 UO1. Celkem byl asteroid pozorovaný více než 6,7 tisíc krát ze 43 pozic.